# Ombrone Pistoiese
Der Ombrone Pistoiese ist ein Fluss mit 42 km Länge in Italien in der Region Toskana. Er durchläuft die Provinzen Pistoia und Prato sowie die Metropolitanstadt Florenz von Nord nach Süd.

## Verlauf
Der Ombrone Pistoiese entspringt im nördlichen Gemeindegebiet von Pistoia ca. 1 km nordöstlich des Ortsteils Sammommè (der Ortsteil liegt bei 555 Höhenmetern) nahe dem Gebirgspass Passo della Porretta (auch  Passo della Collina genannt). Ca. 3 km nordwestlich von Pistoia tritt von rechts der Nebenfluss Vincio di Brandeglio ein. Danach verläuft er westlich der Stadt Pistoia nach Süden. Südwestlich von Pistoia im Ortsteil Pontelungo fließt von Westen der Vincio di Montagnana zu, dann unterfließt er die Autostrada A11. Im Ortsgebiet von Pistoia verbringt der Fluss insgesamt 22 km, bevor er Ferruccia (Ortsteil von Agliana) durchfließt. Der Fluss verläuft dann zwischen den Orten Agliana und Quarrata östlich des Berges Monte Albano, wobei er im östlichen Gemeindegebiet von Quarrata die Grenze zu Prato und somit auch zwischen den Provinzen Pistoia und Prato dar stellt.
In der Provinz Prato tritt nördlich von Poggetto (nördlicher Ortsteil von Poggio a Caiano) von links erst der Iolo aus Iolo kommend (westlicher Ortsteil von Prato) und von rechts der Nebenfluss Stella (aus Serravalle Pistoiese kommend) ein, dann nahe der Brücke Ponte a Tigliano der Nebenfluss Furba (ebenfalls von rechts). Zwischen Poggetto und Poggio a Caiano passiert er die 1833 von Alessandro Manetti errichtete Brücke Ponte Leopoldo II (auch Ponte Manetti genannt), die als erste in Italien errichtete Hängebrücke mit Eisenseilen gilt und im August 1944 von der sich zurückziehenden Wehrmacht zerstört wurde. Der Ombrone umfließt nun östlich den Ort Poggio a Caiano und passiert die Brücke Ponte del Molino (Via Roma) und weiter südlich die Ponte all’Asse (Via Vittorio Emanuele, beide Brücken ebenfalls 1944 zerstört und später wieder aufgebaut), kurz dahinter wird er zum Grenzfluss der Provinz Prato und der Metropolitanstadt Florenz, wo er kurz das Gemeindegebiet von Campi Bisenzio berührt und dann für 3 km als Grenze zwischen Signa (FI) und Carmignano (PO) fungiert. Im Ortsteil Stazione (Carmignano) fließt er als rechter Nebenfluss in den Arno ein.

## Bilder

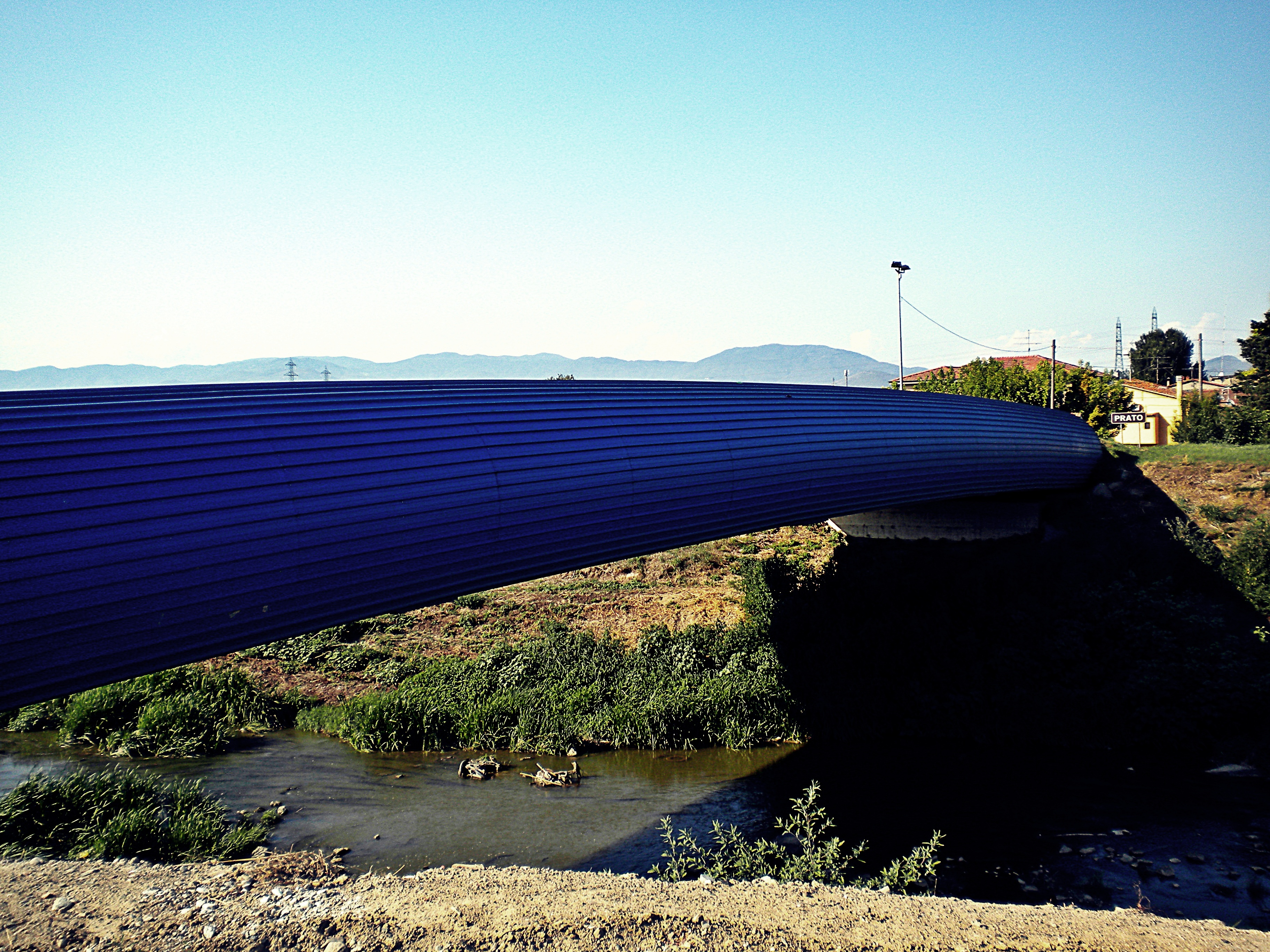
Die Brücke Ponte a Tigliano zwischen Poggetto und Ponte a Tigliano nahe Tavola (Ortsteil von Prato)
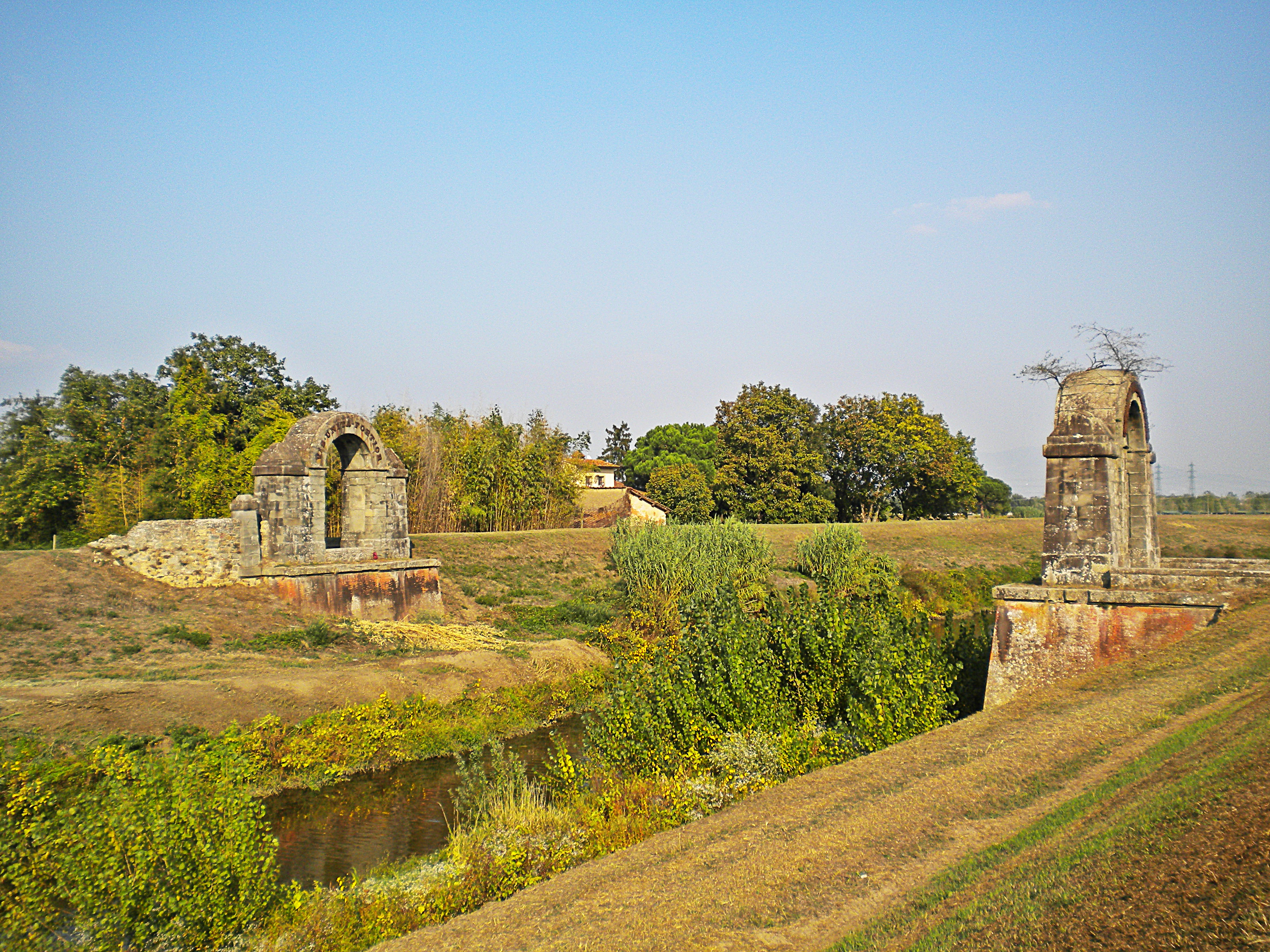
Die Reste der Brücke Ponte Leopoldo II am Ombrone Pistoiese
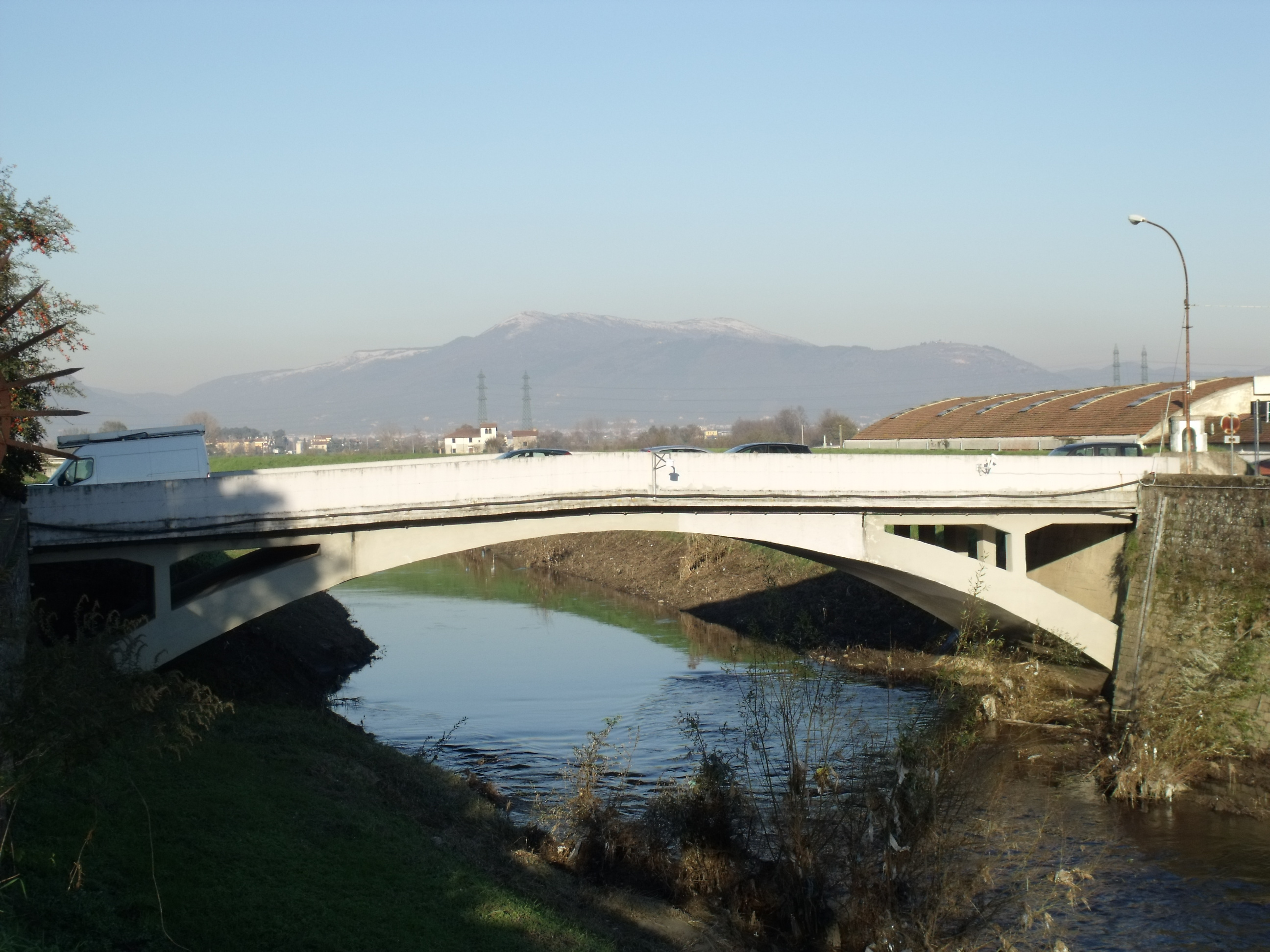
Die Brücke Ponte all’Asse zwischen Poggio a Caiano und Campi Bisenzio